# Epigonus cavaticus
Epigonus cavaticus és una espècie de peix pertanyent a la família dels epigònids. El mascle pot arribar a fer 7 cm de llargària màxima i la femella 6,68.

## Hàbitat
És un peix marí, associat als esculls i de clima tropical que viu fins als 200 m de fondària. És possible que sigui un peix d'aigües més profundes i que migri a nivells més superficials per reproduir-se o alimentar-se.

## Distribució geogràfica
Es troba al Pacífic occidental central: Palau.

## Observacions
És inofensiu per als humans.